# Plumbito
En química, un plumbito es una sal que contiene plomo y son oxoaniónes en el que el plomo tiene el estado de oxidación de +2. El término plumbito también puede referirse al propio oxoanión. Es el término tradicional para la IUPAC nombre plumbato (II).
Por ejemplo, el óxido de plomo (II) (PbO) se disuelve en álcali para formar sales que contienen el anión HPbO—
2:
PbO + OH— → HPbO—
2
El Hidróxido de plomo (II) también se disuelve en exceso de álcali para formar sales que contienen el anión Pb(OH)4-
6:
Pb(OH)2 + 4 OH— → Pb(OH)4-
6
El ion plumbito es un agente reductor débil. Cuando funciona como una sola, se oxida al ion plumbato.